# خفاش انگشت‌دراز ناتال
خفاش انگشت‌دراز ناتال (نام علمی: Miniopterus natalensis) نام یک گونه از سرده خفاش‌های بال‌خمیده است.